# Liste der Kulturdenkmäler in Strüth
In der Liste der Kulturdenkmäler in Strüth sind alle Kulturdenkmäler der rheinland-pfälzischen Ortsgemeinde Strüth aufgeführt. Grundlage ist die Denkmalliste des Landes Rheinland-Pfalz (Stand: 8. Dezember 2023).

## Denkmalzonen
| Bezeichnung                 | Lage                     | Baujahr | Beschreibung | Bild                           |
| --------------------------- | ------------------------ | ------- | --- | ------------------------------ |
| Denkmalzone Kloster Schönau | Kloster Schönau 1–8 Lage |         | ehemaliges Benediktinerkloster; Klosterkirche St. Florin, spätgotischer Chor, zweites Viertel des 15. Jahrhunderts, Langhaus, erstes Viertel des 17. Jahrhunderts, Wiederherstellung nach Brand 1723, Umbau und Erhöhung 1780–86; Gesamtanlage mit dreiflügligem Klostergebäude, 1725–32, Schwesternhaus, 1910, Brau- und Mühlhaus (sogenanntes Fremdenhaus), Wirtschaftsgebäuden, Wohnbauten, zwei Pfortenhäusern, Klostergärten und Kirchhof | weitere Bilder Fotos hochladen |

## Einzeldenkmäler
| Bezeichnung  | Lage                        | Baujahr                  | Beschreibung                                                                                | Bild |
| ------------ | --------------------------- | ------------------------ | ------------------------------------------------------------------------------------------- | ---- |
| Wohnhaus     | Brühl-Weiher-Straße 2 Lage  | 17. oder 18. Jahrhundert | Fachwerkhaus, verkleidet, wohl aus dem 17. oder 18. Jahrhundert                             | BW   |
| Wohnhaus     | Nastätter Straße 16 Lage    |                          | Fachwerkhaus, teilweise verschiefert                                                        | BW   |
| Villa Carola | Schwalbacher Straße 16 Lage | um 1900                  | Fachwerkbau, Schweizer Landhausstil, um 1900                                                | BW   |
| Wohnhaus     | Wisperstraße 1 Lage         | 17. oder 18. Jahrhundert | stattliches Fachwerkhaus, teilweise massiv, verputzt, wohl aus dem 17. oder 18. Jahrhundert | BW   |
| Wohnhaus     | Wisperstraße 7 Lage         | 18. Jahrhundert          | Fachwerkhaus, teilweise verschiefert, 18. Jahrhundert                                       | BW   |